# Platanthera yosemitensis
Platanthera yosemitensis är en orkidéart som beskrevs av Colwell, Sheviak och P.E.Moore. Platanthera yosemitensis ingår i släktet nattvioler, och familjen orkidéer.
Artens utbredningsområde är Kalifornien. Inga underarter finns listade i Catalogue of Life.